# ストレンジレット
ストレンジレット (Strangelet) とは、ほぼ同数のアップ、ダウン、ストレンジの3種のクォークの束縛状態からなる仮説上の粒子をいう。サイズは最小で直径数フェムトメートル（質量の軽い核の場合）。サイズが巨視的なもの（直径数メートル程度）については、ストレンジレットとは呼ばず、クォーク星や「ストレンジ星」と呼ぶことが多い。ストレンジレットはストレンジ物質のかけらであると言うこともできる。「ストレンジレット」という用語はエドワード・ファーリとロバート・ヤッフェが使い始めた。また、ストレンジレットはダークマターの候補として名があがっている。

## 理論的可能性

### ストレンジ物質仮説
ストレンジクォークを含む既知の粒子は、ストレンジクォークがアップ・ダウンクォークよりも重いことから不安定である。そのため、ラムダ粒子のようなアップ・ダウン・ストレンジクォークを含むストレンジ粒子は弱い相互作用によってアップ・ダウンクォークのみからなる、より軽い粒子に崩壊する過程で必ずストレンジネスを失ってしまう。しかし、クォーク数のより大きな状態ではこのような不安定性はみられない可能性がある。 これがBodmerおよびウィッテンの「ストレンジ物質仮説」である。この仮説によれば、十分な数のクォークが集まれば、基底状態はアップ・ダウン・ストレンジクォークがだいたい同数集ったもの、つまりストレンジレットになる。この安定性はパウリの排他原理に起因するものである。すなわち、三種類のクォークがあれば、通常の物質のように二種類のクォークだけのときよりもより多くのクォークを低エネルギー状態に置けるからである。

### 原子核との関係
原子核とは三つ組になったアップ・ダウンクォーク（陽子および中性子）が多数集った系である。ストレンジ物質仮説によれば、ストレンジレットは原子核よりも安定であり、したがって原子核は崩壊してストレンジレットになるはずである。しかし、弱い相互作用によって原子核がストレンジレットになるには最初に数個のクォークをストレンジクォークに変えてラムダ粒子のような重いストレンジバリオンを作らなければならず、大きなエネルギー障壁を乗り越える必要があるために非常に遅い過程となるであろう。低エネルギー状態に達するためには、多数の変換がほぼ同時におこり、ストレンジクォークの数が臨界量を超える必要がある。これは非常におこりそうもないことで、ストレンジ物質仮説が正しかったとしても、原子核がストレンジレットになるためにかかる時間は宇宙の年齢よりも大きくなるであろう。

### サイズ
ストレンジレットの安定性はそのサイズに依存する。これは、(a) クォーク物質と真空との境界における表面張力（小さいストレンジレットほど寄与率が高い）と、(b) 小さなストレンジレットは電荷をもち電子・陽電子雲をまとって電気的に中性になることがありうるが、大きなストレンジレットでは巨視的な導体と同じように静電遮蔽により内部が電気的に中性にならなければならないことによる。 
遮蔽距離は数フェムトメートルのオーダーになるため、それより少し大きい程度のストレンジレットまでしか電荷をもつことはできない。
ストレンジ物質の表面張力についてはなにもわかっていない。これが臨界値（1平方フェムトメートルあたり数MeV）よりも小さければ、大きなストレンジレットは不安定で小さなストレンジレットに分裂しようとするであろう（ストレンジ星は重力により安定化しているためその限りでない）。もし臨界値よりも大きければ、ストレンジレットは大きければ大きいほど安定となるであろう。

## 自然に存在する可能性および人工的生成の可能性
原子核がストレンジレットに崩壊しないとしても、ストレンジレットを作る方法は他にもありうる。よって、ストレンジ物質仮説が正しければ、宇宙にはストレンジレットが存在している可能性がある。自然にストレンジレットが存在する可能性として、少くとも以下の三つがあげられる。
- 宇宙論的生成: 宇宙誕生直後に量子色力学的閉じこめ相転移が起こったとき、陽子や中性子のような通常の物質と一緒にストレンジレットが生成された可能性がある。
- 高エネルギープロセス: 宇宙には非常に高いエネルギーの粒子（宇宙線）が満ちている。そのような粒子同士、もしくは中性子星と高エネルギー粒子が衝突した場合、通常の物質をストレンジレットに変換するのに必要なエネルギーを得ることができる可能性がある。
- 宇宙線衝突: 宇宙線同士の正面衝突以外にも、超高エネルギー宇宙線が地球の大気に衝突した場合にもストレンジレットが生じうる。

これらの現象により、ストレンジレットを観測できる可能性がある。もし宇宙にストレンジレットが飛び回っているのだとしたら、たまたま地球にストレンジレットが衝突することも有り得るし、もしそのようなことが起これば珍しい種類の宇宙線として観測されるであろう。もし高エネルギープロセスでストレンジレットが生成されうるのであれば、重イオン加速器によって人工的に生成することも可能かもしれない。

### 加速器による生成
相対論的重イオン衝突型加速器 (RHIC) のような重イオン加速器においては、原子核が相対論的速度で衝突する際にストレンジ・反ストレンジクォークが生じており、ストレンジレットを生成することもあるいは可能かもしれない。実験的にはストレンジレットはその非常に高い質量/電荷比から、磁場下においてもほとんど曲がらない直線に近い飛跡として観測されうる。STAR実験ではRHICで生成されるストレンジレットを探しているが、いままでのところ一つもみつかっていない。大型ハドロン衝突型加速器 (LHC) はRHICよりもストレンジレットを生成できる確率は低いが、LHCのALICE検出器における探索が予定されている。

### 天文学的観測
国際宇宙ステーションに設置されているアルファ磁気分光器 (AMS) によりストレンジレットが観測される可能性がある。

### 地震学的観測
2002年5月、南メソジスト大学の研究者は1993年10月22日と11月24日に起こった地震はストレンジレットによるものである可能性があると報告した。この主張は当該期間において地震計に大きな誤差が生じていたとして、のちに撤回された。
包括的核実験禁止条約 (CTBT) の監視のために設置が進んでいる国際監視システム (IMS) が稼動すれば、このシステムが地球全体を使ったある種の「ストレンジレット検出器」として使える可能性が示唆されている。IMSはTNT換算で1キロトン (4.2 TJ) 以上のエネルギーをもった異常な地震学的揺動を検知できるよう設計されており、この能力を用いれば地球を通りすぎるストレンジレットを追跡することが可能かもしれない。

### 太陽系天体との衝突
重い隕石程度の質量のストレンジレットが、太陽系の惑星やその他の天体にぶつかるときに、特徴的な衝突クレーター（もしくは貫通クレーター）を残している可能性がある。

## 危険性
ストレンジ物質仮説が正しく、かつ表面張力が前述の臨界値より大きかった場合、小さなストレンジレットよりも大きなストレンジレットの方が安定となる。この場合、ストレンジレットが通常の物質に接触した場合、通常の物質をストレンジ物質に転換してしまうことが考えられる。このことから、「アイス・ナイン」のような破滅的シナリオが想定される。すなわち、ある原子核に一つのストレンジレットが衝突すると、ストレンジ物質への急速な転換を触媒する。この過程で開放されたエネルギーにより、さらに大きく、より安定なストレンジレットを生じ、これが別の原子核に衝突するとまたストレンジ物質への転換を触媒する。最終的には、地球上全ての原子核が転換され、地球は熱いストレンジ物質の塊へと変貌する。
このようなシナリオは、宇宙線に含まれるストレンジレットによって引き起されはしない。なぜなら、宇宙線に含まれるストレンジレットは地球から遠く離れた場所で生じるため、地球に到達するまでに基底状態に緩和する。ほとんどのモデルでは、基底状態ではストレンジレットは正に帯電していると予言されており、原子核とは静電反発のために融合することはまずない。しかし、高エネルギー衝突によってならば負に帯電したストレンジレットを生じることもあると予想されており、その場合はストレンジレットの寿命のうちに原子核と融合する可能性もある。
重イオン加速器から生じるストレンジレットに触媒されたストレンジ物質転換の危険性はメディアの注目を惹くところとなり、上記のような懸念がBrookhavenにおけるRHIC実験の開始時に提起された。詳細な調査により、RHICによる粒子衝突は太陽系を飛び交っている自然の宇宙線と同程度のエネルギーであり、RHICによってそのような災害が引き起こされうるのであれば、それは自然の宇宙線により既に引き起されているはずであると結論づけられた。RHICは、そのような事故を起こすことなく2000年から運転を続けている。同様の懸念はCERNのLHC実験の際にも持ち上がったが、科学者はそのような危険はありそうもないとしている。
地球の場合とは違い、中性子星の場合は上記のようなシナリオはより現実的となる。中性子星はある意味で巨大（直径20 km）な原子核であり、重力により形を保っているが、電荷は帯びていないためストレンジレットが電荷を帯びていても反発しあわない。もし中性子星とストレンジレットが衝突したなら、中性子星の一部の領域が転換され、その領域は徐々に広がって最終的には星全体をクォーク星へと変貌させるであろう。

## ストレンジ物質仮説にまつわる論争
ストレンジ物質仮説は未だ検証されていない仮説である。宇宙線や加速器から直接ストレンジレットを見つける試みは今のところ成功していない（前節参照）。もし中性子星と呼ばれている天体の表面がストレンジ物質でできていたならば、ストレンジ物質がゼロ気圧下で安定であることを示し、ストレンジ物質仮説を立証する証拠となるであろう。しかし、中性子星の表面がストレンジ物質でできていることを示す強力な証拠は存在しない（後述）。 
この仮説に対するもうひとつ論争がある。もしこの仮説が正しかったとすれば全ての中性子星はストレンジ物質でできているはずであり、そうでなければストレンジ物質でできた星は一つもないはずである。もし最初は一部だけがストレンジ星であったとしても、衝突などによりストレンジレットは宇宙に飛び散るであろう。ストレンジレットはたった一つでも中性子星をストレンジ物質に変えることができるので、現在までには全ての中性子星がストレンジ星に変わっているはずである。この議論は未だに続いているが、もしそれが正しければ中性子星の地殻を調べることによりストレンジ物質仮説を反証できる可能性がある。
ストレンジ物質仮説の重要さゆえ、中性子星の地殻がストレンジ物質でできているか、通常の物質でできているかを調べる試みが進行中である。今までのところ、X線バースターは中性子星の地殻が通常の物質であれば現象論的に説明がうまく通ることと、マグネターの地震波観測から、通常の物質でできていることが示唆されている。

## 登場するフィクション
- オデッセイファイブには加速器により意図的に負に帯電したストレンジレットを作って惑星を破壊しようとするエピソードがある。[32]
- BBCのドキュメンタリドラマ（英語版）、『世界沈没』はニューヨークで粒子加速器が爆発し、ストレンジレットが生成して地球が滅びるというシナリオを取り上げている。
- ロバート・L・フォワードのIndistinguishable from Magic（英語版）所収の"A Matter most Strange"は加速器によるストレンジレット生成を扱っている。
- ダグラス・プレストン（英語版）の2010年の小説、「Impact」はストレンジレットを作りだす異星人の機械を扱っている。この機械によって生成されたストレンジレットが地球と月に衝突し、貫通する。
- 2011年に出版された、スティーブ・アルテン（英語版）による"Domain"三部作の最終編となる小説"Phobos"は、LHCによりストレンジレットが意図せず生成され、地球を破壊する仮定の物語である。
- "The Arwen"では、通過可能なワームホールを作成するためにストレンジレットが用いられている。
- ドナルド・E・ウェストレイクによる1992年のブラックコメディ小説、"Humans"では、業を煮やした神が天使を遣わし、粒子加速器にストレンジレットを生成させ、地球をクオーク星にすることでハルマゲドンをもたらす。
- 漫画"The Hypernaturals"では、ショールの超能力としてストレンジレットを操る能力が描かれている。
- 2010年の映画アルマゲドン2012では、宇宙から地球に迫りくるストレンジレットの脅威が描かれる。
- Hannu Rajaniemiによる小説"The Quantum Thief"とそれに続く三部作では、ストレンジレットは主に武器として描かれるが、火星のテラフォーミング計画の一環としてフォボスを「太陽」化するためにも用いられている。

## 関連文献
- Holden, Joshua (1998年5月17日). “The Story of Strangelets”.  Rutgers. 2010年4月1日閲覧。
- Fridolin Weber (2004). “Strange Quark Matter and Compact Stars”. Progress in Particle and Nuclear Physics 54:  193–288. arXiv:astro-ph/0407155. Bibcode: 2005PrPNP..54..193W. doi:10.1016/j.ppnp.2004.07.001.
- Jes Madsen (1998). Physics and astrophysics of strange quark matter. “Hadrons in Dense Matter and Hadrosynthesis”. Lect.Notes Phys.. Lecture Notes in Physics 516:  162–203. arXiv:astro-ph/9809032. doi:10.1007/BFb0107314. ISBN 978-3-540-65209-0.